# アクセル (デンマーク王子)
アクセル・クリスチャン・ゲオー・ア・ダンマーク（デンマーク語: Prins Axel Christian Georg af Danmark, 1888年8月12日 - 1964年7月14日）は、デンマークの王族。デンマーク王子ヴァルデマーとその妃マリー・ドルレアンの次男。

## 生涯
アクセルは1932年に国際オリンピック委員会委員となり、一時はスカンジナビア航空の重役をも務めている。また1937年から亡くなるまでEast Asiatic Companyの会長（1953年からは常務取締役を兼任）を務めた。
1919年5月22日、アクセルは同族の従姉インゲボー王女とその夫のスウェーデン王子・ヴェステルイェートランド公カールの間に生まれたスウェーデン王女マルガレータと結婚し、息子を2人もうけた。
- ゲーオ・ヴァルデマー・カール・アクセル（1920年 - 1986年）
- フレミング・ヴァルデマー・カール・アクセル（1922年 - 2002年） - 継承権放棄

ゲーオには実子がなく、フレミングは継承権を放棄したため、現在アクセルの子孫に王位継承権はない。